# Cirkulær økonomi
Cirkulær økonomi er et udtryk for økonomiske modeller, hvor cirkulære kredsløb i en virksomhed, et samfund eller en organisation anvendes snarere end lineære processer, som hidtil har været dominerende.
Cirkulær økonomi er inspireret af industriel økologi, Performance Economy og vugge til vugge-bevægelsen. Mere generelt kan fokus på en (mere) cirkulær økonomi opfattes som en måde at tilvejebringe en bedre forvaltning af Jordens naturresurser. De danske økonomiske vismænd anførte i 2015, at begrebet spiller en vigtig rolle i diskussioner om bæredygtig udvikling. Vismændene anførte, at genanvendelse af materialer ud fra grundlæggende økonomisk tankegang ofte vil være optimal, men at man også bør være opmærksom på de omkostninger, der er
forbundet med genanvendelse. Derfor bør et samfund genanvende resurserne op til det punkt, hvor den ekstra samfundsmæssige omkostning ved yderligere genanvendelse begynder at overstige den ekstra gevinst,
der er ved genanvendelsen.
Cirkulær økonomi er inspireret af naturens kredsløb. Der er forskellige opfattelser af, hvordan blandet affald skal vurderes. Nogen betegner affald som en tabt resurse, mens andre ser affald som en råvare. Ud fra begge forståelser er det vigtigt, at produkter designes sådan, at de er lette at reparere, opgradere, genbruge eller genanvende. Biologisk materiale skal kunne komposteres - og øvrige materialer designes så følgende er muligt (øverst bedst):
1. Lang levetid gennem høj teknisk kvalitet
2. Mulighed for at forlænge produktets levetid gennem reparation, opgradering m.m.
3. Genbrug (i oprindelig form)
4. Recirkulering (materialegenanvendelse)
5. Energiudvinding (brændbart affald)

For at omstille fra en lineær til en cirkulær økonomi kan en virksomhed eller organisation:
1. Fjerne miljøfarlige kemiske stoffer og materialer
2. Designe et produkt, så det kan skilles ad i sine bestanddele og efterfølgende samles igen
3. Anvende vedvarende energi til produktion og transport
4. Genanvende materialerne
5. Dele, låne eller lease produktionsmidler snarere end at eje dem selv, og på samme måde låne eller lease produkterne til sine kunder snarere end at sælge dem. På denne måde sælger man "funktionen" snarere end produktet

Muligheder og barrierer for cirkulær økonomi afhænger blandt andet af produktets type. Cirkulær økonomi inden for landbrug og fødevarer kan fokusere på at reducere resursetabet ved at producere færre animalske og flere plantebaserede fødevarer, forebygge madspild og genanvende madspild. For elektriske og elektroniske produkter er blandt andet de tekniske og økonomiske muligheder og barrierer for reparation og vedligeholdelse vigtige, mens genanvendelse giver store miljømæssige og økonomiske tab.

## EUs handlingsplan for cirkulær økonomi
EU-kommissionen besluttede i 2015 en handlingsplan for cirkulær økonomi i Europa. I takt med at ny lovgivning kommer på plads, får den europæiske standardiseringsorganisation, CEN, til opgave at lave standarder som støtter de nye lovkrav. Blandt andet handler de nye standarder om materialer, emballage og økodesign samt standarder for vurdering af et produkts holdbarhed, reparationsmuligheder og dets indhold af genbrugte komponenter.
Standarder:
- DS/EN 45558:2019 ‘General method to declare the use of critical raw materials in energy-related products’.[9]
- DS/EN 45559:2019 ‘Methods for providing information relating to material efficiency aspects of energy-related products’.[10]
- DS/EN 45556:2019 "Generel metode til vurdering af andelen af genbrugte komponenter i energirelaterede produkter"
- DSF/EN 45552:2020 "General method for the assessment of the durability of energy-related products"
- DSF/prEN 45554 (undervejs) "General methods for the assessment of the ability to repair, reuse and upgrade energy-related products"
- DSF/prEN 45553 (undervejs) "Generel metode til vurdering af muligheden for genfremstilling af energirelaterede produkter"
- DSF/prEN 45555 (undervejs) "Generelle metoder til vurdering af genanvendelighed og nyttiggørelse af energirelaterede produkter"
- DSF/prEN 45557 (undervejs) " Generel metode til vurdering af proportioner for genindvundet materialeindhold i energirelaterede produkter"

## Miljøministeriets handlingsplan
Miljøministeriet udsendte i juli National plan for forebyggelse og håndtering af affald 2020-2032, hvor den danske politik og de konkrete indsatser beskrives ud fra en cirkulære værdikæde. Hensigten er at affald først og fremmest skal undgås, og det der kan genanvendes, skal ikke længere brændes med CO²-udledninger til følge. I stedet skal naturressourcerne genbruges til nye bæredygtige materialer og produkter. Planen skal samtidig indfri en række EU-mål for genanvendelse og
deponi.